# Flash the Readies
Flash the Readies jsou česká indie alternativně rocková hudební skupina založená v zimě 2006.
Kapela Flash the Readies vznikla již v roce 2006. Za tuto dlouhou dobu stihla nejen jednu regulérní desku, dvě EP, spoustu koncertů, ale také dvě klinické smrti spojené s výměnou většiny členů kapely a hlavně velmi dlouhý a zajímavý vývoj ve vlastní tvorbě. Nyní plave ve vodách alternativního rocku, ruku v ruce s psychedelií, ke vzdáleným břehům post rocku… Klíčovým prvkem současné tvorby je koncepční pojetí, které si kapela vyzkoušela už na EP Desert station (2010) a nyní se tímto směrem vydává zcela otevřeně s deskou In Belvedere, kde je součástí i originální komiks, který dokresluje samotný příběh a dodává celku výjimečnou výtvarnou atmosféru. Album In Belvedere vyšlo jak v digitálních formátech, tak pod labelem Full Moon v omezeném nákladu ve formě výpravného digipacku jako příloha magazínu Full Moon.
V roce 2016 vydala kapela post-rockovou desku Kayos, album vyšlo na vinylu a digitálně pod Belgickým labelem DUNK!records a také na CD u asijského labelu Weary Bird.

## Obsazení
- Tomáš Valent - kytara, zpěv
- Petr Mlynář - klávesy
- Marek Antoňů - bicí
- Robin Lefner - basa
- Tomáš Petřík - VJing, grafika

## Diskografie
- 2016: Kayos
- 2014: Submarine Sky
- 2013: In Belvedere
- 2010: Desert station EP
- 2009: Kyska
- 2008: Circles EP